# Sankt Lars kapell, Bollnäs
Sankt Lars kapell är en kyrka i Bollnäs församling i Uppsala stift.  Kyrkan är belägen i Bollnäs i Gävleborgs län. Kapellet har fått namn efter Bollnäs kyrkas skyddshelgon, Sankt Lars (S:t Laurentius).
Sankt Lars kapell byggdes 1960 efter ritning av arkitekt Rudolf Holmgren. Övervåningen i gatuplanet är begravningskapell. I källarplanet finns krematorium bisättningslokal. Klockstapeln i betong uppfördes 1969. Kapellet och krematoriet renoverades 2005.
Krematoriet är det enda i Hälsingland.

## Orgel
- 1960 byggde John Grönvall Orgelbyggeri, Lilla Edet en orgel med 7 stämmor, två manualer och pedal. Orgeln flyttades till Mullsjö missionskyrka.
- Den nuvarande orgeln byggdes 1980 av Olof Hammarberg, Göteborg. Orgeln är mekanisk med slejflådor. Tonomfånget är på 56/30. Gemensam svällare för båda manualerna.

| Manual I C-g3 | Manual II C-g3  | Pedal C-f1 | Koppel |
| Rörflöjt 8'   | Gedakt 8'       | Subbas 16' | I/P    |
| Fugara 8'     | Koppelflöjt 4'  | Borduna 8' | II/P   |
| Principal 4'  | Flautino 2'     |            | II/I   |
| Oboe 8'       | Sesquialtera II |            |        |
| Tremulant     |                 |            |        |